# Pygmalion et Galathée
Pygmalion et Galathée je francouzský němý film z roku 1898. Režisérem je Georges Méliès (1861–1938). Premiéru měl ve Francii v roce 1898 a ve Spojených státech v roce 1903. Film byl do roku 1993 považován za ztracený.
Snímek je považován za první filmové zpracování mýtu o Pygmalionovi.

## Děj
Pygmalion vytvoří sochu Galathée, do které se zamiluje. Galathée k jeho radosti ožívá. Pygmalion jí chce obejmout, ale ona se nečekaně přemístí. Když se o to Pygmalion pokusí znovu, Galathée se rozpůlí. Poté se sama spojí a vrátí se na podstavec, kde se z ní zase stane socha. Pygmalion smutkem omdlí.